# Szokolszky István
Szokolszky István (Besztercebánya, 1915. augusztus 20. – Budapest, 1968. február 22.) magyar pedagógus, a NÉKOSZ-mozgalom kiváló tanára (1946–1949), pedagógiai író, egyetemi docens. Szokolszky Rezső fia, majd Szokolszky Ágnes édesapja.
A hazai neveléstudomány és tanügy egyik meghatározó egyénisége a II. világháborút követő két évtizedben. Foglalkoztatta a politika és a pedagógia viszonya, a közösségi nevelés, a kollégiumi mozgalom, a pedagógiai kultúra fejlesztése, didaktikai kérdések, pedagógus továbbképzés.

## Életpályája
Szokolszky István az I. világháború idején Besztercebányán született, a család számos férfi rokona odaveszett a frontokon. Édesapja, Szokolszky Rezső magyar királyi tanfelügyelő volt Zólyom vármegyében. A család már a trianoni békeszerződés aláírása előtt menekülésre kényszerült, mert a családfő nem tette le az esküt az új csehszlovák államra. Miskolcon lettek vagonlakók, majd 1921-ben Veszprémben kaptak letelepedési engedélyt és megélhetést.
1921-től konszolidált körülmények közt élt a család, István és öccse, Oszkár elemi és középiskolai tanulmányaikat Veszprémben végezte. Szokolszky István 1933-ban érettségizett a veszprémi piarista gimnáziumban tiszta kitűnő eredménnyel. A gimnáziumban latin, görög és német nyelvet tanult. Tanári pályára készült, magyar-német szakra jelentkezett a Pázmány Péter Tudományegyetemre, felvették az Eötvös Collegiumba. 1938-ban magyar-német szakos középiskolai tanári oklevelet szerzett, melyet az Állami Középiskolai Tanárvizsgáló Bizottság elnöke, Kornis Gyula írt alá.
A két világháború közt nehéz volt tanári állást kapni, a visszacsatolt területek könnyebbséget jelentettek az elhelyezkedés szempontjából. Szokolszky István Rozsnyón kapott gimnáziumi tanári állást, itt volt állományban 1944-ig. A tanári pályakezdést kényszerű katonáskodás, hadifogság szakította meg. 1945 decemberében már ismét Veszprémben volt családjával.
1946-ban elvállalta a veszprémi népi kollégium megszervezését. Nagy műveltséggel, pedagógiai- és élettapasztalattal vágott bele ebbe a vállalkozásba, életének három legszebb évét töltötte Veszprémben. Ez a NÉKOSZ, a „fényes szelek” korszak, a népi írók elképzelései nyomán alakult kollégiumi mozgalom. Az 1947-től 1951-ig tartó Makarenko-kultusz is segítette a kollégiumi nevelő munkát. Makarenko regényeit olvasta az ifjúság, tanulmányairól Várkonyi Hildebrand Dezső, Sík Sándor, Mérei Ferenc írt ismertetőt, Szokolszky maga pedig munkásságának egyik legmélyebb ismerője volt. A NÉKOSZ-korszak azonban hamar véget ért, 1949 júliusától már államosították a kollégiumokat, a szabad, demokratikus nevelési módszer hivatalosan Makarenkóra hivatkozva sem nyerhetett teret.
1949, „a fordulat éve” sok változást hozott Szokolszky éltében is, az Országos Diákjóléti és Kollégiumi Hivatal apparátusába került, majd kinevezték a Pécsi Pedagógiai Főiskola második igazgatójává. 1951-ig volt Pécsett, majd 1951/52-es tanévben az ELTE pedagógiai tanszékén tanított, mintegy fél éven keresztül a tanszék vezetőjeként működött.
1952-ben szovjet mintára létesítettek Budapesten egy Központi Pedagógus Továbbképző Intézetet (KPTI), melyet a Gorkij fasorban, a volt evangélikus gimnázium épületében helyeztek el. Az épületet alkalmassá tették arra, hogy a vidéki pedagógusok bentlakása is megoldható legyen a tanfolyamok idejére. Ekkor már javában benne volt Magyarország a Rákosi Mátyás vezette kommunizmusban, a KPTI célja a pedagógusok politikai irányú átképzése.
A szocialista és közösségi nevelés mellett elkötelezett Szokolszky Istvánt bízták meg a KPTI vezetésével 1952-ben, ugyanekkor bevették abba az oktatásügyi delegációba, amely a Szovjetunióba látogatott. Később, 1954-ben két hónapos tanulmányútra küldték Szokolszkyt Moszkvába és Leningrádba tanulmányozni az ottani pedagógus-továbbképzéssel kapcsolatos tapasztalatokat. Nem mellékes körülmény, hogy második útja már a Sztálin halálát követő enyhülés, sok tekintetben a korábbi hibák feltárásának időszakára esett. Más pedagógiai minták szolgai másolását eleve ellenző Szokolszky éppen a moszkvai tapasztalatokból merített bátorítást.
1956. október 1. és 6. között került sor a balatonfüredi pedagógiai konferenciára, melyen a dogmatizmus mintegy a vádlottak padjára került. A légkör feszült volt, de Szokolszky István meg tudta őrizni higgadtságát, mindig türelmes, érvekkel vitatkozó stílusa volt, felszólalásaiban ekkor az fejeződik ki, hogy a pedagógiai kérdéseket mind a pedagógusoknak kell megoldani, nem lehet azt a politikára hagyni. A gyakorlatban ez úgy oldódott meg 1956 után, hogy 1957-ben Vadász Ferencné vette át tőle a KPTI vezetését, Szokolszky István pedig a Pedagógiai Tudományos Intézet (PTI) Módszertani Osztályának munkatársaként dolgozott tovább, tudományos kutatásaiban a didaktikai kérdések kaptak nagyobb teret, sokat foglalkoztatta a tanulói aktivitás témaköre, de a programozott oktatás kérdése is.
1962-ben az egyesített KPTI és PTI intézményekből alakult meg az Országos Pedagógiai Intézet (OPI), melyben a didaktikai tanszék vezetésével bízták meg Szokolszky Istvánt. A rendszeres nyugodt tanítás, kutatás érdekében 1967-ben Székely Endréné hívására megvált - saját kérésére - az OPI-tól és a BME pedagógiai tanszékének docenseként dolgozott tovább. Székely Endrénével egy részletes didaktikai egyetemi tankönyvet írt, amely már Szokolszky Istvánra nézve, posztumusz jelent meg, a halálát követő évtizedben három kiadást ért meg, ebből tanították és tanulták a műegyetemen a didaktikát.
1968. február 22-én ragadta el a halál, temetésén a Farkasréti temetőben Székely Endréné és Zibolen Endre búcsúztatta.

## Pedagógiai munkásságának jelentősége
Pataki Ferenc akadémikus, a Makarenko-monográfia írója, a Szokolszky István tiszteletére 1998. március 5-én rendezett megemlékezésen elmondott visszaemlékezésében értékelte az 1949-es, Makarenkót idéző írásait. Szokolszky volt az első, aki hazánkban nagyszabású elemző tanulmányokban Makarenkóról értekezett. „Makarenko Szokolszky tanulmányában nem úgy jelenik meg, mint egy dogmatikus ideológia, hanem valóban mint egy olyan forrás, amelynek a birtokában tulajdon világunkat magyarázni tudjuk. Szokolszky volt az, aki asszimilálta, aki úgy nyúlt hozzá, hogy kiindulópontja a hazai mozgalom volt, a népi kollégiumi mozgalom és kereste a fogalmi eszközöket, amelyekkel azt meg lehet ragadni, vagyis a magyar valóság kérdéseire igyekezett választ adni Makarenkó segítségével.”

## Művei (válogatás)
- Autonómia a népi kollégiumban. Népi Kollégiumi Nevelő, 1949/1. sz. 13-24. p.
- Makarenko és a kollégiumi nevelés. Népi Kollégiumi Nevelő, 1949/2-3. sz. 31-52. p.
- Harcoljunk az óravázlatokban mutatkozó formalizmus ellen. Köznevelés, 1953/22. sz. 523-525. p.
- Látogatás Makarenko otthonában. Szovjet Kultúra, 1954/8. sz. 6-7. p.
- Balatonfüredi Pedagógus Konferencia. 1956. október 1-6. [Rövidített jegyzőkönyv./Szokolszky István [hozzászólásai] [Kiad. a] Pedagógiai Tudományos Intézet. Budapest, 1957. Kézirat. 153-157. p.; 307-309. p.
- Célrendszer és eszközrendszer a pedagógiában. Pedagógiai Szemle, 1958/3. sz. 201-211. p.
- Az ismeretlen Makarenkoról. Köznevelés, 1959/7. sz. 145-146. p.
- A szocialista pedagógia “logikája” Makarenko műveiben. Pedagógiai Szemle, 1959/4. sz. 344-361. p.
- Harc a falusi iskoláért Nyugat-Németországban. Köznevelés, 1960/10. sz. 313-314. p.
- Még egyszer az alkotó pedagógiai munkáról. [Szerk. cikk]. Pedagógiai Szemle, 1961/11. sz. 973-977. p.
- Aktivitás és álaktivitás. Magyartanítás, 1964/6. sz. 275-279. p.
- A. Sz. Makarenko. 1888-1939. Magyar Pedagógia, 1965/1. sz. 1-2. p.
- Az MTA Pedagógiai Bizottsága. A Didaktikai-Meodikai Albizottság 1965. évi munkájáról. Magyar Pedagógia, 1966/2. sz. 260-262. p.
- Pedagógiai tanulmányok. (Összeáll., utószó Székely Endréné.) Budapest, 1972. 483 p. (Borítékcím: Válogatott tanulmányok.)
- Didaktika műszaki pedagógusok számára. Székely Endrénével. Budapest, 1975. 239 p. ISBN 963-170-843-8 (2. kiad. 1977; 3. kiad. 1979.)

## Tudományos tisztség
- MTA Pedagógiai Bizottság. Didaktikai-metodikai albizottság elnöke

## Díjak, elismerések
- Akadémiai Díj  (posztumusz, 1968)[7]